# Зигрид Кирхман
Зигрид Кирхман (Бад Ишл, 29. март 1966) је бивша аустријска атлетичарка и национална рекордерка. Специјализовала се за скок увис, мада је у почетку каријере тренирала седмобој.
Кирхманова је одрасла и живи у Ебензеу. Десет пута је у периоду 1982-1994 била аустријски национални првак у скоку увис и два пута у седмобоју. Године 1985. поставила је лични и национални рекорд Аустрије у седмобоју, када је у Ебензеу сакупила 5.944 бода. Касније је специјализовала скок увис и у првом великом такмичењу Свестском првенству 1987. у Риму није успела прескочити почетну висину у квалификацијама. На Европском првенству 1990. у Сплиту, је била четврта. Учествовала је на Олимпијским играма у Барселони и финалу била пета.
Највећи успех у каријери, постигла је 1993, када је освојила треће место, са првом медаљом Аустрије на Светском првенству у атлетици Штутгарту. Скочила је 1,97 метара што је аустријски рекорд у скоку увис, који још није оборен.
Освојила је бронзану медаљу и наредне године у Паризу на Европском првенству у дворани и нови рекорд од 1,96 м.
Због повреда није се квалификовала за Олимпијске игре у Атланти 1996. године. На Европском првенству у Будимпешти 1998. заузела је четврто место. Атлетску каријеру завршила је 2000. годин4.

## Значајнији резултати
| Година | Такмичење                    | Место                     | Пласман | Резултат |
| 1983.  | Европско јуниорско првенство | Швехат, Аустрија          | 7.      | 1,85     |
| 1986.  | Европско првенство           | Штутгарт, Западна Немачка | 11.     | 1,79     |
| 1990.  | Европско првенство           | Сплит, Југославија        | 4.      | 1,89     |
| 1991.  | Светско првенство            | Токио, Јапан              | квал.   | 1,75     |
| 1992.  | Олимпијске игре              | Барселона, Шпанија        | 5.      | 1,94     |
| 1993.  | Светско првенство            | Штутгарт, Немачка         | 3.      | 1,97 НР  |
| 1994.  | Европско првенство у дворани | Париз, Француска          | 3.      | 1,96 НР  |
| 1994.  | Европско првенство           | Хелсинки, Финска          | 10.     | 1,90     |
| 1995.  | Светско првенство у дворани  | Барселона, Шпанија        | 8.      | 1,93     |
| 1998.  | Европско првенство           | Будимпешта, Мађарска      | 4.      | 1,92     |